# La Ribambelle enquête
La Ribambelle enquête est la septième histoire de la série de bande dessinée La Ribambelle de Jean Roba et Maurice Tillieux. Elle est publiée pour la première fois du no 1599 au no 1612 du journal Spirou, puis en album en 1984.
Archibald est kidnappé par un brocanteur voulant pénétrer sur le terrain de la Ribambelle sans avoir affaire aux pièges qui y sont enterrés. Heureusement, le jeune écossais peut compter sur son fidèle James et sur ses amis pour le retrouver.

## Univers

### Synopsis
En peine nuit, le brocanteur Alcide Levase pénètre sur le terrain de la Ribambelle, afin d’atteindre leur bus. Il est toutefois surpris par les pièges très élaborés d’Archibald et finit jeté dehors, se jurant toutefois de revenir.
Le lendemain, Archie se rend secrètement au magasin des Levase afin d’acheter un cadeau d’anniversaire à son majordome James. Sautant sur l’occasion, Alcide l’enferme dans sa cave par la ruse. Devant son acharnement à s’évader, le brocanteur le prive de nourriture jusqu’à ce qu’il se calme.
Le soir-même, James, inquiet de l’absence de son jeune maître, contacte la police pour signaler sa disparition. Devant la lenteur de ces derniers, peu pressés d’agir de nuit, le vieux majordome contacte les Ribambins et organise les recherches. De son côté, Archie, affamé, se plie aux exigences de Levase, qui lui ordonne de tracer le plan des pièges du terrain. Un problème se pose toutefois au garçon : il ne se rappelle jamais où il les pose. Il trace toutefois un plan semblant convenir. Alcide lui promet la liberté en cas de réussite et part pour le terrain.
James rentre bredouille et croise le brocanteur sur le chemin, qui prétend ne pas connaître Archibald. Une fois au terrain, Alcide tombe dans les pièges, le plan étant erroné. Fou de colère, il rentre en trombe chez lui. Mais le jeune écossais n’est pas resté inactif durant l’expédition de son ravisseur et est parvenu à s’enfermer dans la cave, empêchant Levase d’entrer. Il a également réussi à construire une minuscule fusée à laquelle il a attaché un message de secours, indiquant sa position.
Chez Archibald, James se rend compte que personne n’a pensé à chercher le jeune disparu au terrain vague. Accompagné de Phil, Dizzy et des jumeaux, il se rend sur place et découvre que les pièges ont été déclenchés. En interrogeant un voisin, il obtient la description de l’individu et le reconnaît immédiatement. 
Tandis que Levase, bien décidé à obtenir ce qu’il cherche, défonce la porte de sa cave à coups de hache, Archie fait décoller sa fusée. Celle-ci arrive par hasard sur la tête d’Ernest, chauffeur du détestable milliardaire Monsieur Grofilou (déjà confronté à la Ribambelle dans La Ribambelle gagne du terrain). Par curiosité, ce dernier lit le message et fonce chez le brocanteur.
Sur place, James et les Ribambins ont retrouvé leur ami et maîtrisé Levase (après une correction musclée infligée par le vieux majordome en personne) avec l’aide de la femme du brocanteur, laquelle ne cautionne plus les agissements de son mari. Sur l’insistance de cette dernière, James accepte de ne pas avertir la police, mais impose à Alcide de quitter la ville immédiatement. Le brocanteur leur laisse un vieux journal, qui expliquerait ses motivations. L’ouvrage est alors volé par Grofilou, arrivé discrètement sur place, qui le remplace par un livre à la couverture similaire.
L'album se termine sur la Ribambelle retrouvant Archie, les Levase quittant la ville, se promettant de travailler honnêtement.
Les Ribambins annoncent également au lecteur que l’histoire finira dans la Ribambelle contre-attaque, album dans lequel ils seront confrontés à Grofilou, voleur du livre, ainsi qu’aux Caïmans.

### Personnages
- Phil, chef de la Ribambelle
- Grenadine, la seule fille de la bande
- Archie, l'intellectuel écossais
- Dizzy, le joyeux musicien
- Atchi & Atcha, les jumeaux judokas
- James, fidèle majordome d'Archibald
- Alcide Levase, brocanteur
- Mme Levase, épouse d'Alcide
- Arsène Grofilou